# Медали летних Олимпийских игр 1920
Медали летних Олимпийских игр 1920 — отличительные награды за коллективные или индивидуальные спортивные достижения участников Игр VII Олимпиады, проходившие в Антверпене, Бельгия.

## История

### Дизайн
Над дизайном победных наград работал бельгийский скульптор из Антверпена Жозуэ Дюпон. На аверсе высокий обнаженный спортсмен, держащий в левой руке пальмовый лист и лавровый венец, символы победы. Позади него фигура Реномме, играющего на трубе. На заднем плане фриз с греческим мотивом и надписью «VII ОЛИМПИАДА». Справа от победителя — силуэт Триумфальной арки.
На реверсе на заднем плане изображение вида Антверпена: собор, морской порт, корабли. На переднем плане — памятник Антверпену, посвященный легенде о том, как Сильвий Брабо бросил в Шельду руку великана Дрюона Антигона, терроризировавшего реку. На заднем плане собор и порт Антверпена. В верхней половине надпись «ANVERS MCMXX» (Антверпен, 1920). Легенда гласит, что в древности этот жестокий великан заставлял все суда на реке платить пошлину. Если капитан отказывался платить, великан отрубал ему руку. Гигант сеял ужас среди моряков долгие годы, пока не встретил Брабо. Этот отважный римский солдат осмелился сразиться с великаном и сумел его убить. В отместку за жертвы он отрубил великану руку и бросил её в реку. Отсюда и произошло название города — «Антверпен» означает «брошенная рука». Всего было изготовлено 1250 экземпляров: 450 золотых медалей, 400 серебряных медалей и столько же бронзовых.
И на лицевой, и на оборотной сторонах медали выгравировано имя художника.

## Золотая медаль
- Диаметр — 59 мм
- Толщина — 4,4 мм
- Вес — 85 гр
- Состав: серебро, позолота
- Чеканка

## Серебряная медаль
- Диаметр — 59 мм
- Толщина — 4,4 мм
- Вес — 79 гр.
- Состав: серебро
- Чеканка

## Бронзовая медаль
- Диаметр — 59 мм
- Толщина — 4,4 мм
- Вес — 79 гр.
- Состав: бронза
- Чеканка

## Остальные медали
По мимо наградных медалей для вручения памятных знаков отличия компанией Coosmans (Brussel) было изготовлено около 6000 медалей круглой формы, но отличающимся оформлением. Дизайнером служил бельгиец — Пьер Тунис (P. Theunis). Награды были сделаны из чистой бронзы, диаметром 60 мм и весом 75 грамм. На лицевой стороне изображен профиль победителя Олимпиады на мчащейся повозке, запряженной парой лошадей, под которыми виден столб пыли. Над ними летит крылатая богиня победы с вытянутой правой рукой, держащей венок. Идея художника была показать как Боги следят за игрой и одаривают в последние секунды до финиша осознанием триумфа. На оборотной стороне медали изображена богиня победы, награждающая трех победителей, справа от неё горит олимпийский огонь, а слева по кругу надпись: «VIIe Olympiade Anvers» («VII Олимпиада, Антверпен»). Внизу — год проведения Игр римским числом: «MCMXX» (1920).

## Медаль в фалеристике
К Олимпиаде было выпущено очень мало видов значков. Один из них самых распространенных повторяет внешний вид наградной медали Игр. Значок круглой формы, по внешнему краю идут три разноцветные тонкие эмалевые полоски: чёрная, жёлтая, коричневая. На значке изображен вид памятника Антверпену, как и на оборотной стороне наградной медали. Значок изготовлен из латуни, диаметром 30 мм, в количестве около 3000 экземпляров.